# Eupen
Eupen je město na východě Belgie v provincii Lutych ve Valonském regionu. Má přibližně 20 000 obyvatel.
Eupen je hlavní a největší město Německojazyčného společenství Belgie, které zahrnuje dalších osm obcí. Je také sídlem vlády a parlamentu Německojazyčného společenství. Obyvatelstvo je z 90 % germanofonní.
Město leží u německých hranic přibližně 15 km od Cách a nedaleko oblasti Hautes Fagnes. Jeho nadmořská výška se pohybuje zhruba v rozmezí 250–350 m. Dělí se na Horní město (Oberstadt) s hlavními památkami a obchodními centry a Dolní město (Unterstadt) u řeky Vesdre.

## Historie
První zmínka o Eupenu a kapli svatého Mikuláše ve vévodství Limburk pochází z roku 1213. Po bitvě u Worringenu roku 1288 bylo vévodství Limburk včetně Eupenu připojeno k vévodství Brabant. Roku 1387 se Brabant a Limburk staly majetkem Burgundska a téhož roku byl Eupen zcela vypálen během války s vévodstvím Geldern. Během 14. a 15. století se rozšířila řemesla, z nich až do 19. století byla významná produkce vlněného sukna. 
Roku 1477 se Brabant a Limburk ocitly pod vládou Habsburků. Roku 1544 císař Karel V. udělil Eupenu právo pořádat dva trhy ročně. Po abdikaci Karla V. se stal Eupen součástí španělského Nizozemí. Roku 1674 získal Eupen městská práva a po utrechtském míru roku 1713 se Brabant a Limburk i s Eupenem dostaly do rukou rakouských Habsburků.
Roku 1794 bylo město anektováno Francií a stalo se součástí departementu Ourte, prefektury Lutych a podprefektury Malmedy. Po Vídeňském kongresu roku 1815 byl Eupen připojen k Prusku a po podepsání Versailleské smlouvy roku 1919 se stal spolu s ostatními obcemi Východních kantonů součástí Belgie.
Od šesté reformy belgické federace zde sídlí vláda a parlament Německojazyčného společenství Belgie, v posledních dvaceti letech také Euregion Maas-Rhein.

## Památky

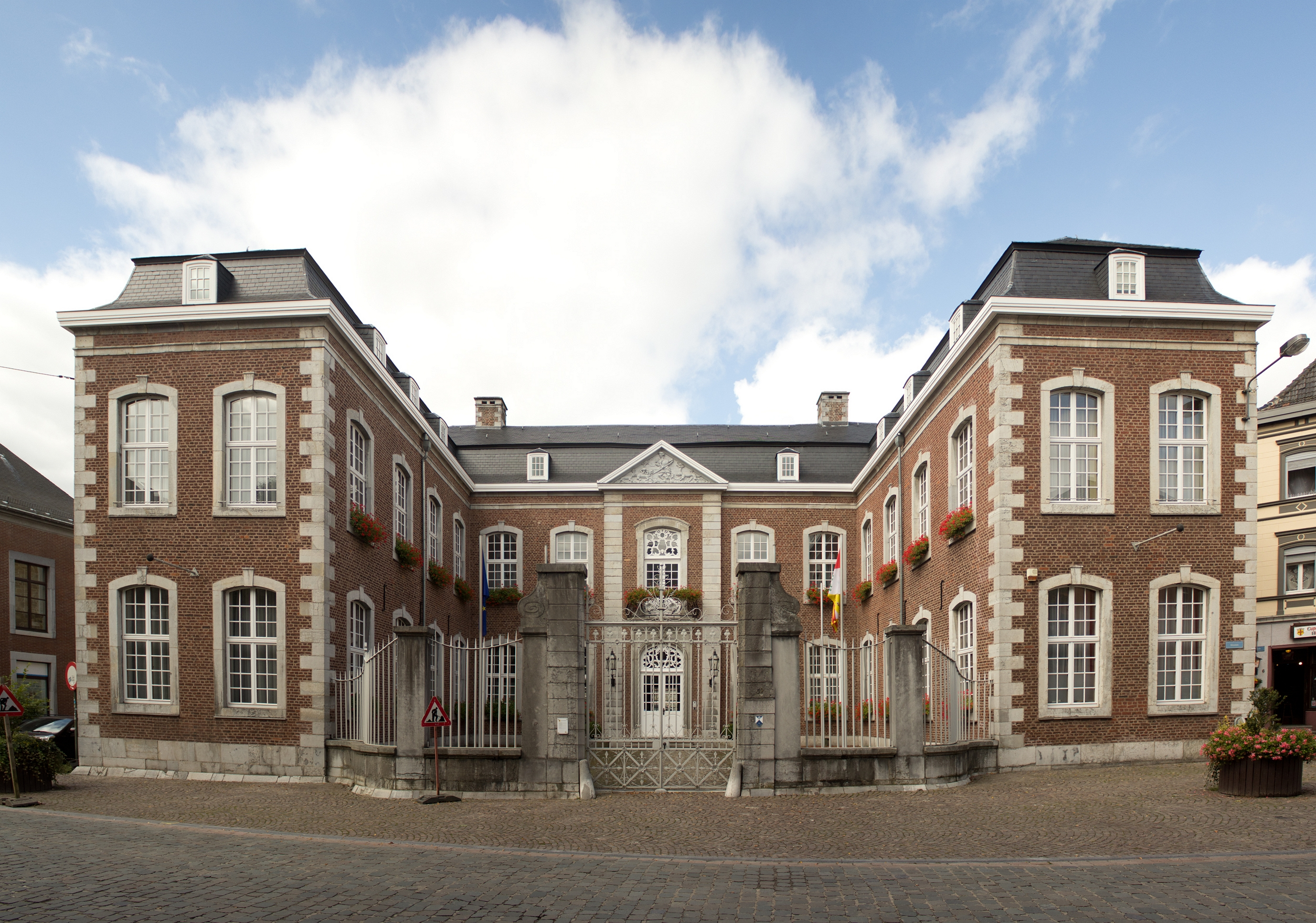
Sídlo vlády a parlamentu DGB

- Sídlo vlády a parlamentu Německojazyčného společenství Belgie - trojkřídlý barokní palác s dvorem, projektoval architekt J.J. Couven jako rezidenci soukeníka Niklase Josefa Granda Ry (1761–1763), do roku 1978 zde byla pošta.
- Hrad Stockem - poprvé zmíněn r. 1172, několikrát pobořen, bergfrít z roku 1502 je nejstarší částí stavby, přestavby z 18. a 19. století, barokní kaple sv. Michala (1727), soukromý - nepřístupný
- Kostel sv. Mikuláše, trojlodní barokní stavba z let 1721-1729, hlavní římskokatolický chrám města
- Kaple sv. Lamberta, raně barokní z roku 1690, nejstarší chrám ve městě
- "Klösterchen" - barokní stavba kláštera z roku 1752, cášský architekt J.J. Couven ji navrhl jako dům pro soukeníka Verckena, roku 1857 adaptována na klášter františkánek Svaté rodiny, nyní domov seniorů, kaple s kryptou, ve které je hrob zakladatelky řádu Josefíny Koch (1815-1899)

### Muzea
- IKOB – Muzeum současného umění
- Městské muzeum (Stadtmuseum Eupen)

## Sport
- fotbalový klub KAS Eupen.[2]

## Fotografie

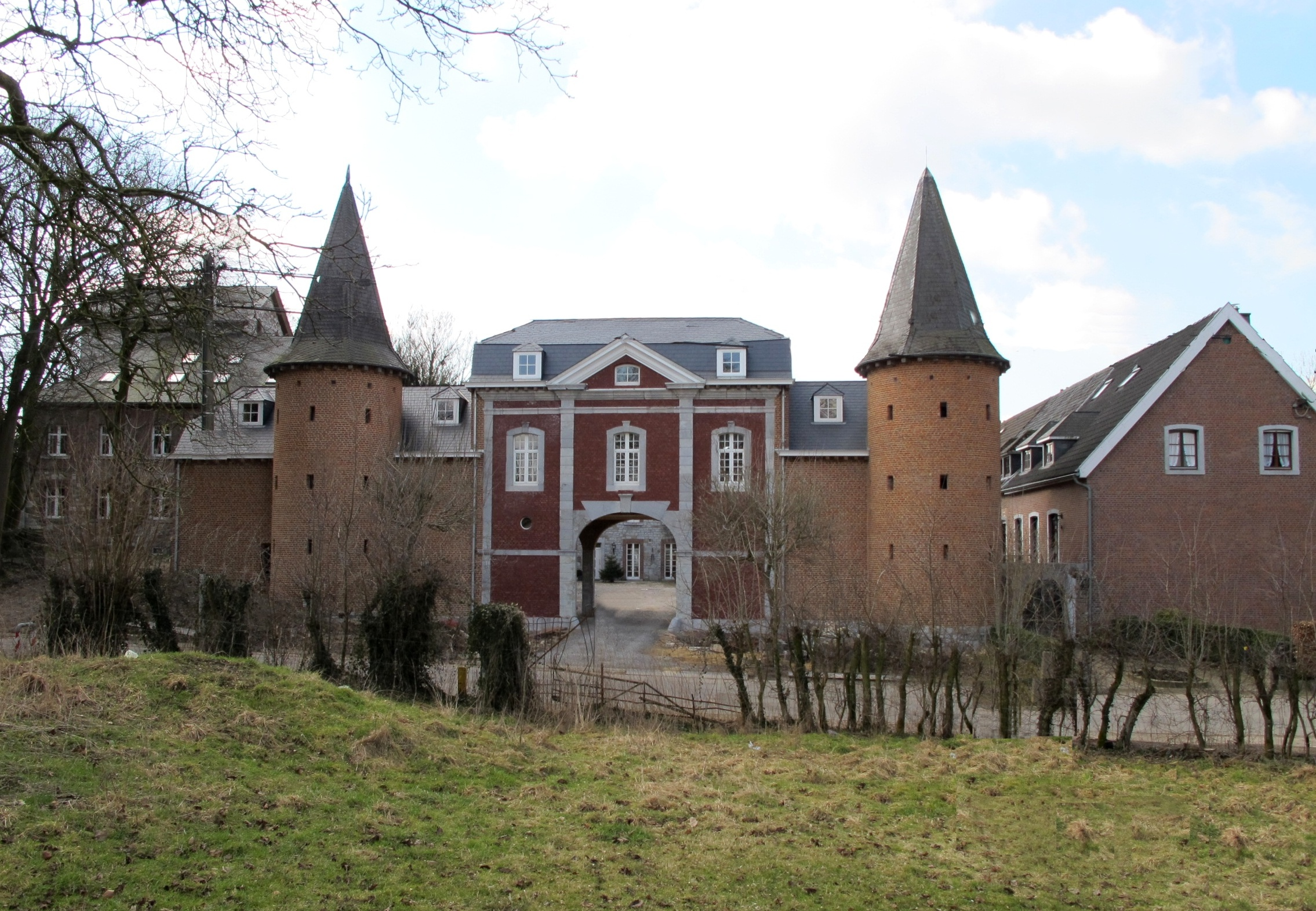
Hrad Stockem
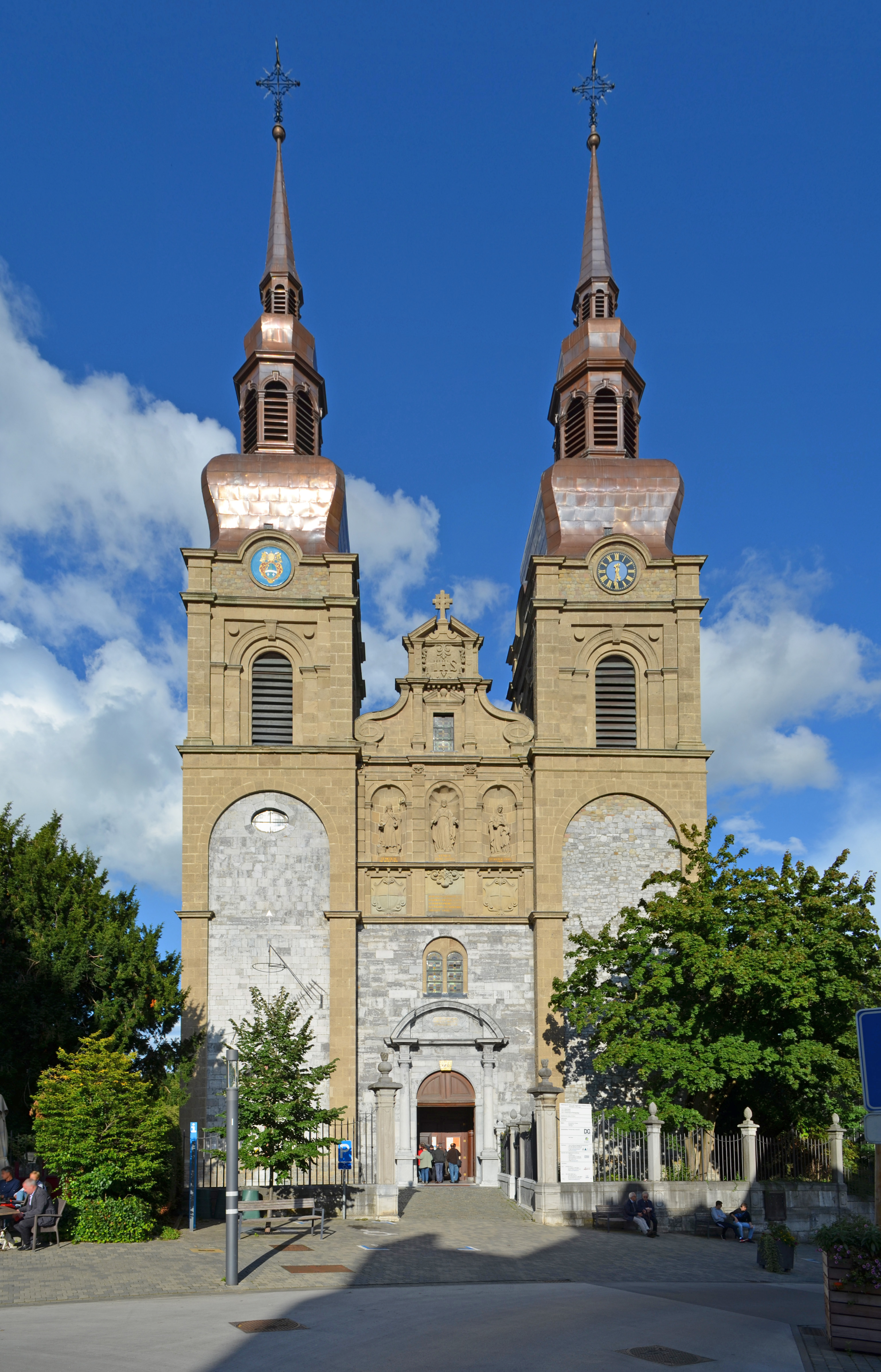
Barokní kostel sv. Mikuláše
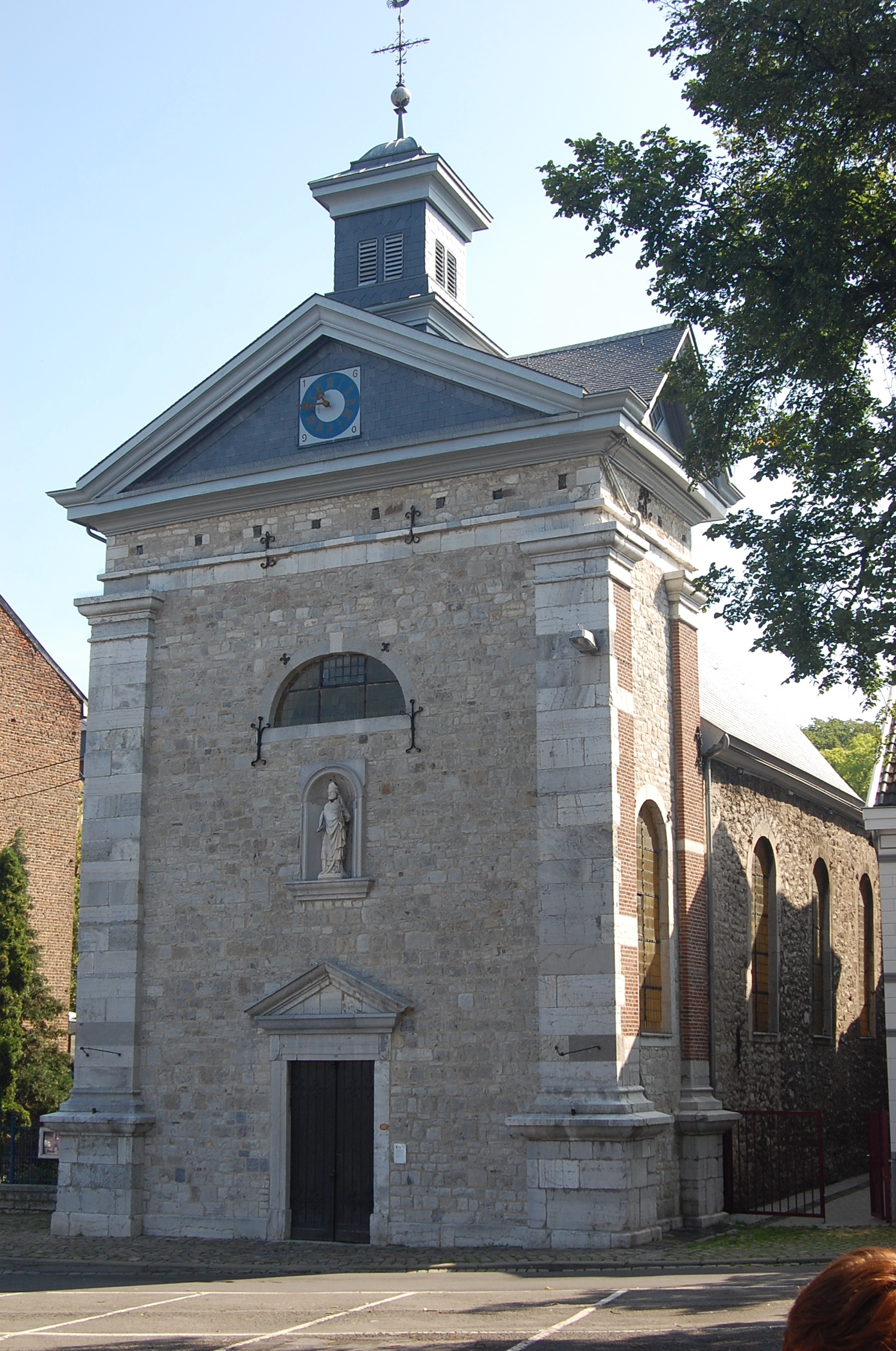
Kaple Sv. Lamberta
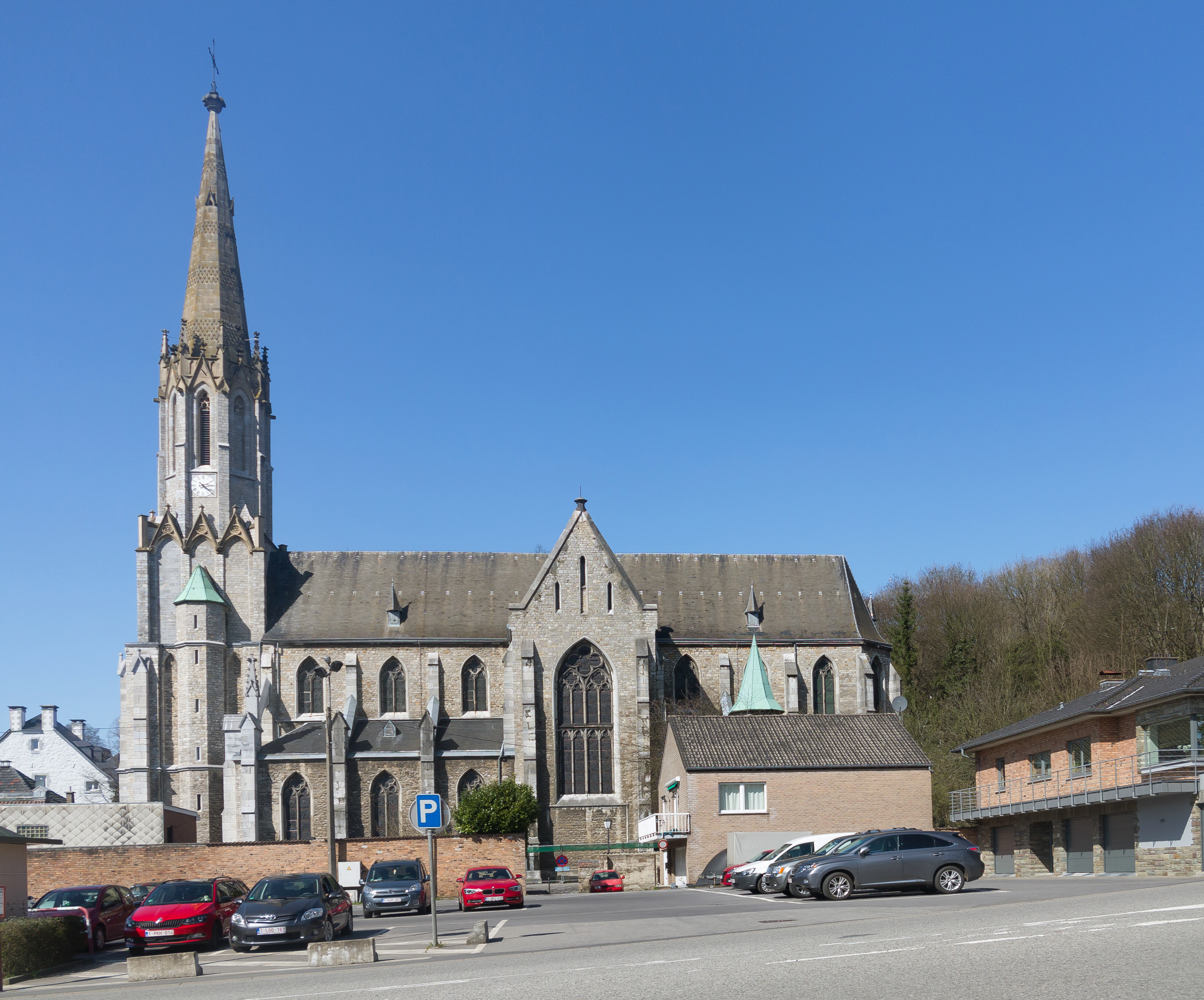
Kostel sv. Josefa
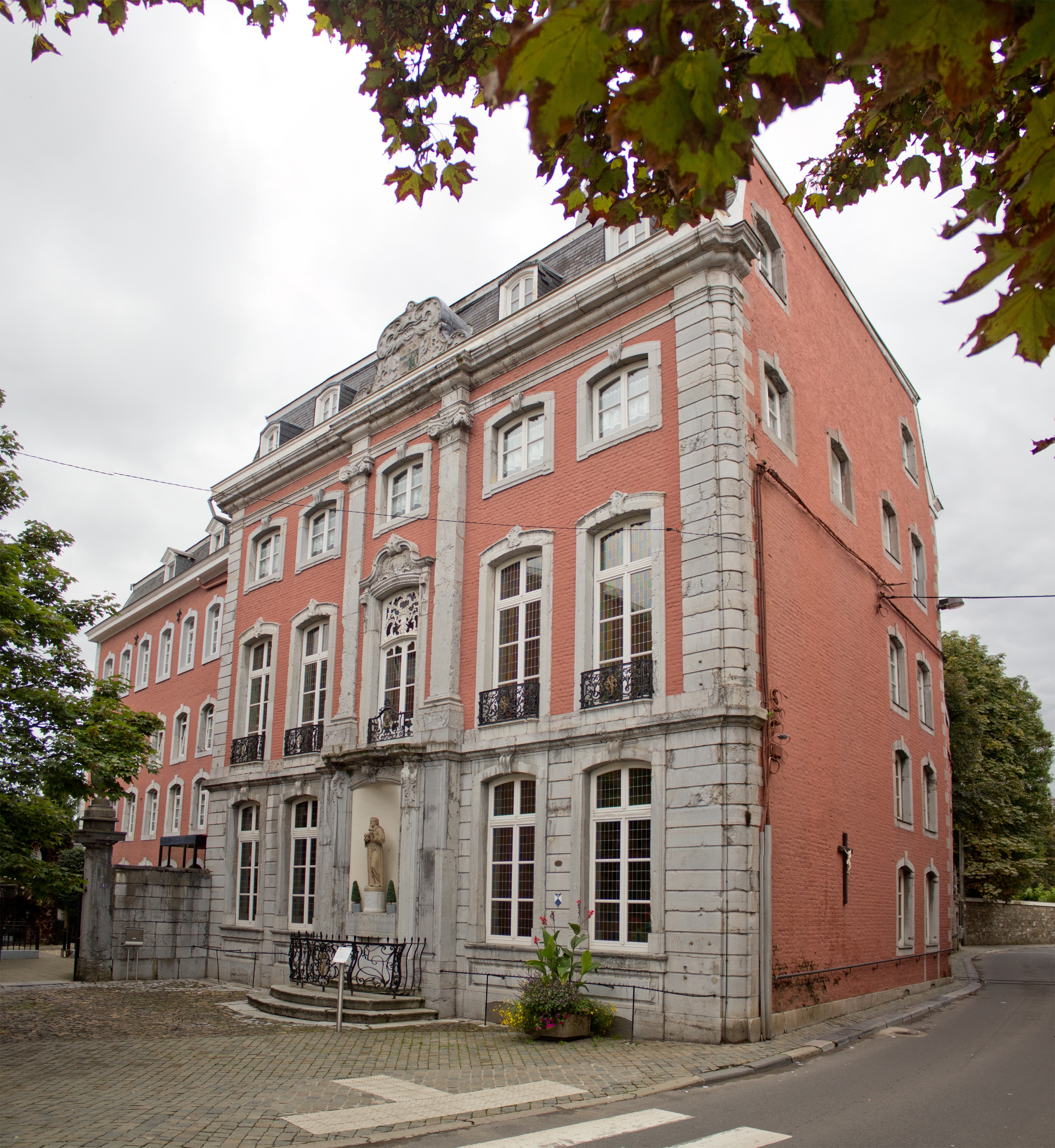
Klösterle
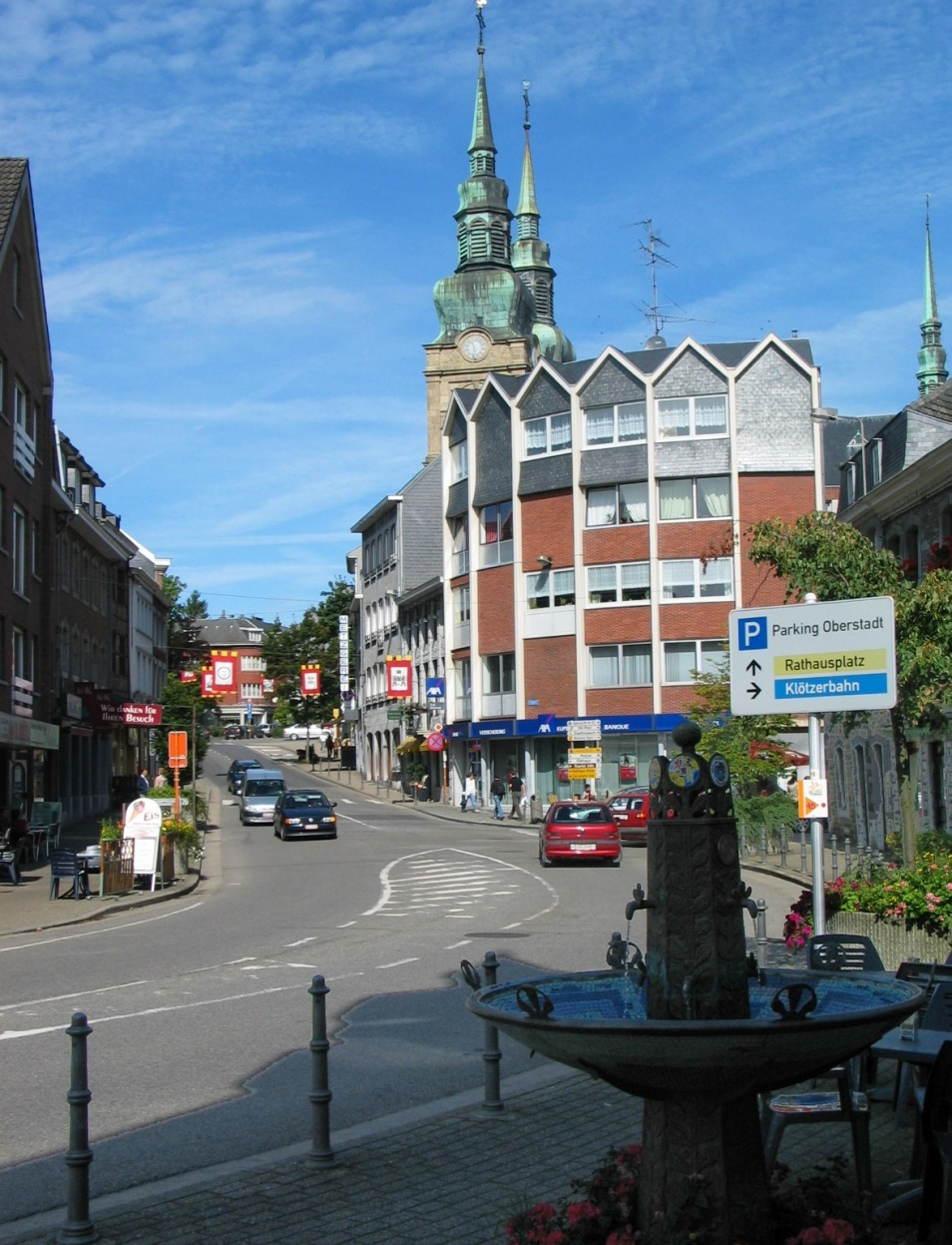
Centrum horního města (Oberstadt)
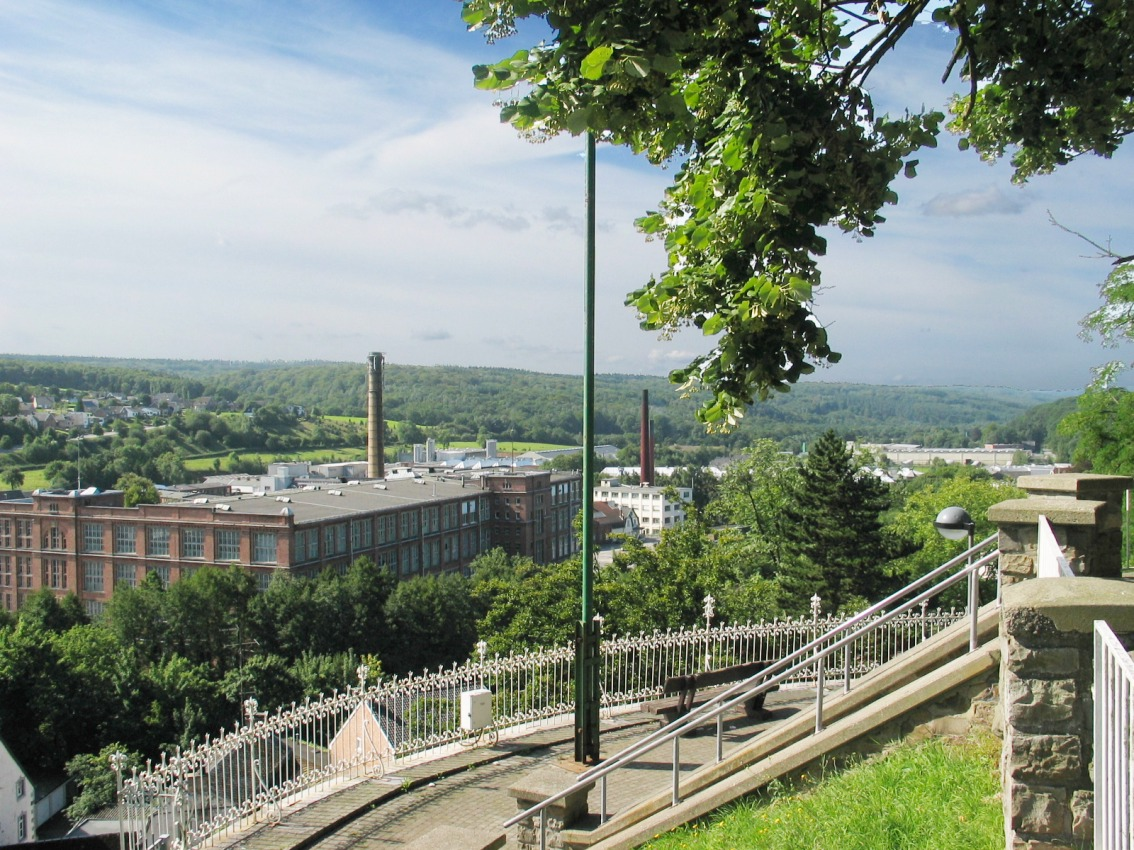
Údolí řeky Vesdre a průmyslové zóny